# Mistrzostwa Europy Par na Żużlu 2013
Mistrzostwa Europy Par na Żużlu 2013 – zawody żużlowe, mające na celu wyłonienie medalistów mistrzostw Europy par w sezonie 2013. Rozegrano dwa turnieje półfinałowe oraz finał, w którym zwyciężyli Niemcy Martin Smolinski, Kevin Wölbert i Max Dilger.

## Finał
- Herxheim bei Landau/Pfalz, 30 czerwca 2013

| Msc | Drużyna / Zawodnik                                    | Biegi                                     | Punkty    |
| --- | ----------------------------------------------------- | ----------------------------------------- | --------- |
| 1   | Niemcy                                                | Niemcy                                    | 26        |
| 1   | Martin Smolinski Kevin Wölbert Max Dilger             | (3,3,2,3,3,2) (2,2,1,1,1,3) –             | 16 10 –   |
| 2   | Polska                                                | Polska                                    | 25        |
| 2   | Sebastian Ułamek Norbert Kościuch Mariusz Puszakowski | (1,3,3,3,1,3) (2,2,2,2,0,1) –             | 14 9 –    |
| 3   | Ukraina                                               | Ukraina                                   | 20 +3     |
| 3   | Andrij Karpow Aleksandr Łoktajew Stanisław Melnyczuk  | (3,3,3,3,3,3) (0,u,–,–,–,–) (–,–,0,0,1,1) | 18 +3 0 2 |
| 4   | Łotwa                                                 | Łotwa                                     | 20 +2     |
| 4   | Maksims Bogdanovs Ķasts Puodžuks –                    | (3,2,2,1,3,0) (0,3,0,2,2,2) –             | 11 9 +2 – |
| 5   | Dania                                                 | Dania                                     | 13        |
| 5   | Rasmus Jensen Kenni Nissen –                          | (1,1,3,t,2,3) (0,0,1,1,0,1) –             | 10 3 –    |
| 6   | Czechy                                                | Czechy                                    | 13        |
| 6   | Zdeněk Simota Josef Franc Zdeněk Holub                | (1,0,2,2,0,2) (2,–,–,–,–,–) (–,1,0,0,2,w) | 7 2 3     |
| 7   | Słowenia                                              | Słowenia                                  | 11        |
| 7   | Matic Voldrih Aleksander Conda Jernej Pecnik          | (0,d,1,1,1,2) (1,2,0,3,0,0) –             | 5 6 –     |

Bieg po biegu:
1. Smolinski, Wölbert, Conda, Voldrih
2. Karpow, Kościuch, Ułamek, Łoktajew
3. Bogdanovs, Franc, Simota, Puodžuks
4. Smolinski, Wölbert, Jensen, Nissen
5. Karpow, Conda, Łoktajew (u2), Voldrih (d)
6. Ułamek, Kościuch, Holub, Simota
7. Puodžuks, Bogdanovs, Jensen, Nissen
8. Karpow, Smolinski, Wölbert, Melnyczuk
9. Ułamek, Kościuch, Voldrih, Conda
10. Jensen, Simota, Nissen, Holub
11. Smolinski, Bogdanovs, Wölbert, Poudżuks
12. Conda, Simota, Voldrih, Holub
13. Karpow, Poudżuks, Bogdanovs, Melnyczuk
14. Ułamek, Kościuch, Nissen, Jensen (t)
15. Smolinski, Holub, Wölbert, Simota
16. Boganow, Poudżuks, Voldrih, Conda
17. Karpow, Jensen, Melnyczuk, Nissen
18. Wölbert, Smolinski, Ułamek, Kościuch
19. Jensen, Voldrih, Nissen, Conda
20. Karpow, Simota, Melnyczuk, Holub (w/u)
21. Ułamek, Poudżuks, Kościuch, Bogdanovs
22. Bieg o 3. miejsce: Karpow, Poudżuks